# Neoholothele incei
Espèce
Synonymes
- Hapalopus incei F. O. Pickard-Cambridge, 1899
- Holothele incei (F. O. Pickard-Cambridge, 1899)
- Chaetorrhombus longipes Schiapelli & Gerschman, 1945 nec L. Koch, 1875
- Holothele vellardi Rudloff, 1997

Neoholothele incei est une espèce d'araignées mygalomorphes de la famille des Theraphosidae.

## Distribution
Cette espèce se rencontre au Venezuela en à Trinité-et-Tobago.

## Description
Le mâle holotype mesure 22,5 mm.

## Étymologie
Cette espèce est nommée en l'honneur de Walter Ince.

## Publication originale
- F. O. Pickard-Cambridge, 1899 : On new species of spiders from Trinidad, West Indies. Proceedings of the Zoological Society of London, vol. 1898, p. 890-900 (texte intégral).